# Piccoli detective
Piccoli detective (The InBESTigators) è una serie televisiva australiana investigativa e comica per bambini creata da Robyn Butler e Wayne Hope e trasmessa su ABC Me e Netflix fuori dall'Australia e dalla Nuova Zelanda.

## La serie
La serie è prodotta da Gristmill Productions con Screen Australia in associazione con Film Victoria e Australian Children's Television Foundation (ACTF). 
La serie vede come protagonisti Anna Cooke, Aston Droomer, Jamil Smyth-Secka e Abby Bergman nei panni di Maudie Miller, Ezra Banks, Kyle Klimson e Ava Andrikides, quattro bambini di quinta elementare che risolvono i crimini intorno alla scuola o al quartiere. Piccoli Detective è scritto da Robyn Butler, Wayne Hope, Molly Daniels, Lisa Marie Corso, Maddy Butler, Jayden Masciulli, Bob Franklin e diretto da Wayne Hope, Robyn Butler, Ian Reiser, Tim Bartley e Nina Buxton. I produttori esecutivi sono Robyn Butler e Wayne Hope, insieme a Greg Sitch e Bernadette O’Mahoney.  La serie è stata girata alla Moorabbin Primary School di Moorabbin, Victoria. La serie è stata presentata in anteprima il 21 giugno 2019.  Più tardi, una seconda stagione è stata presentata in anteprima l'11 novembre 2019. La serie è stata nominata per gli AACTA Awards nella categoria dei migliori programmi per bambini.

## Trama
Quando Ezra Banks incontra Maudie Miller, un'aspirante investigatrice privata, formano un'agenzia investigativa gestita da bambini. A loro si aggiungono altri due ragazzi della quinta elementare, Eva e Kyle. Eva porta le abilità sociali e Kyle porta l'abilità atletica. Operando dall'appartamento della nonna nel cortile di Ezra e guidati da Maudie, setacciano gli indizi per risolvere casi davvero misteriosi...

## Stagione 1 (2019)
Ezra Banks, Eva Andrikides e Kyle Klimso sono ragazzi australiani di 11 anni di quinta elementare. 
All'arrivo di una nuova studentessa della scuola, Maudie Miller, i tre sono impressionati dalla sua intelligenza, con la quale Maudie risolve un caso di soldi scomparsi. Ciò riunisce i quattro, che creano un'agenzia investigativa chiamata “Piccoli Detective” per risolvere vari casi a scuola e nel quartiere. Seppur talvolta sottovalutati, sapranno sorprendere con le proprie capacità investigative, continuando a divertirsi assieme ai propri amici. 

## Stagione 2 (2019)
I Piccoli Detective sono tornati con più crimini da risolvere, più retine da bruciare e continuano a riportare le loro avventure a scuola e nel quartiere, pubblicandole sul proprio blog.